# Лі На (стрибунка у воду)
Лі На (1 травня 1984) — китайська стрибунка у воду.
Учасниця Олімпійських Ігор 2000 року. Бронзова медалістка Чемпіонату світу з водних видів спорту 2003 року в стрибках з десятиметрової вишки.